# بیابان آکونا

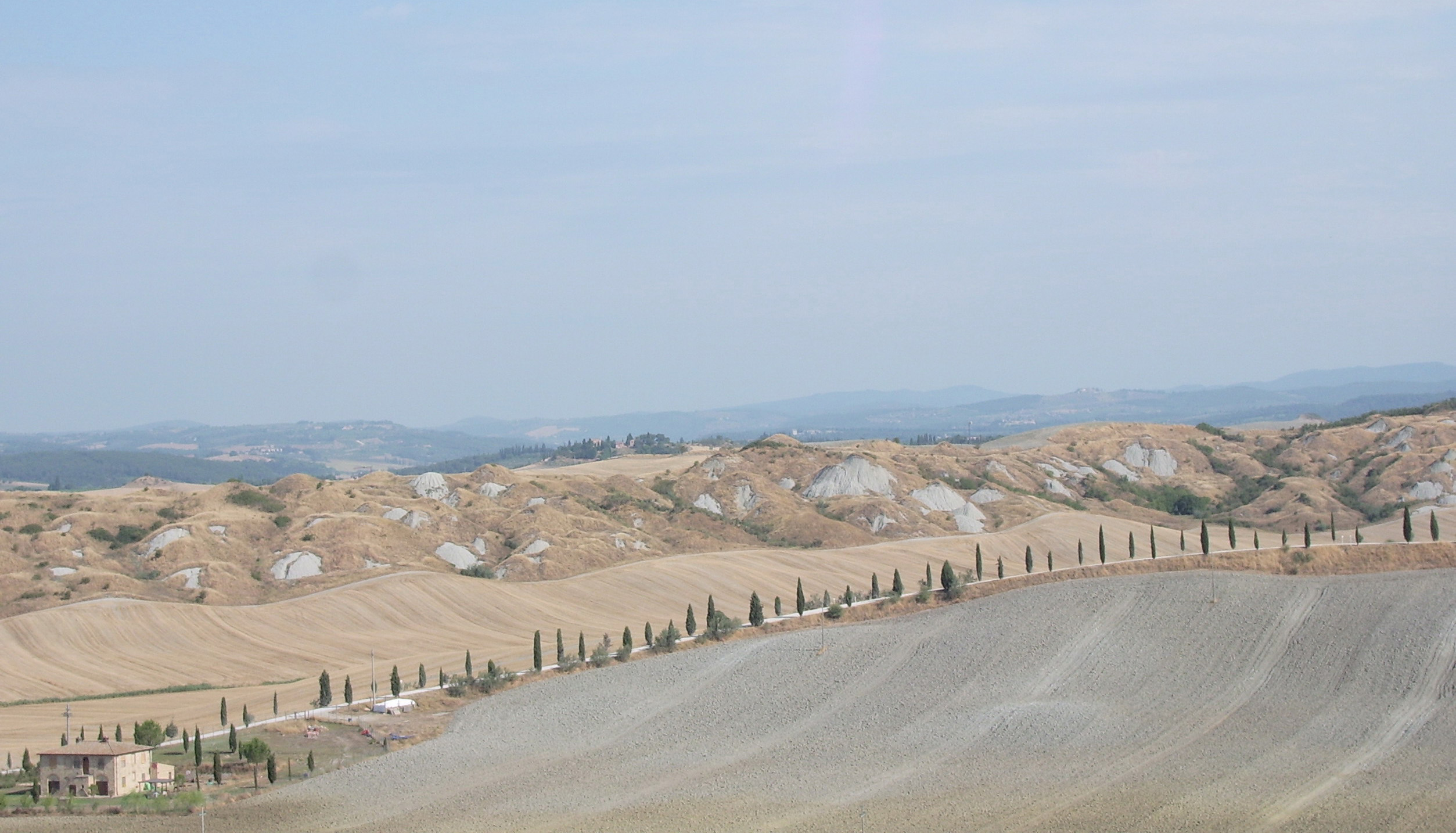
تصویری از بیابان منطقهٔ آشانو

بیابان آکونا (به ایتالیایی: Deserto di Accona) یک منطقهٔ نیمه خشک در توسکانی ایتالیا است. این بیابان در مرکز ناحیه‌ای به نام کرته سنزی در غرب و جنوب کومونهٔ آشانو قرار دارد.
میزان بارندگی این منطقه کمتر از ۶۰۰ میلیمتر در سال است.